# Cedral (São Paulo)
Cedral is een gemeente in de Braziliaanse deelstaat São Paulo. De gemeente telt 8.258 inwoners (schatting 2009).

## Aangrenzende gemeenten
De gemeente grenst aan Bady Bassitt, Guapiaçu, Ibirá, Potirendaba, São José do Rio Preto en Uchoa.

## Verkeer en vervoer
De plaats ligt aan de weg BR-456/SP-310.